# Dennis Polonich
Dennis Daniel Polonich (* 4. Dezember 1953 in Foam Lake, Saskatchewan) ist ein ehemaliger kanadischer Eishockeyspieler, -trainer und -funktionär, der im Verlauf seiner aktiven Karriere zwischen 1971 und 1987 unter anderem 397 Spiele für die Detroit Red Wings in der National Hockey League (NHL) auf der Position des Centers bestritten hat. Polonich, der in der Saison 1976/77 als Mannschaftskapitän der Detroit Red Wings fungierte, war der erste Spieler der NHL-Geschichte, dem ein Recht auf Schadenersatz durch eine zivilrechtliche Klage nach einem Vorfall während eines NHL-Spiels zugesprochen wurde. Seine größten Karriereerfolge feierte er jedoch in den Minor Leagues mit dem Gewinn des Calder Cups der American Hockey League (AHL) in Diensten der Adirondack Red Wings im Jahr 1981 sowie des Turner Cups der International Hockey League (IHL) mit den Muskegon Lumberjacks fünf Jahre später.

## Karriere
Polonich verbrachte seine Juniorenzeit zwischen 1971 und 1973 in der Western Canada Hockey League (WCHL), wo der Stürmer für die Flin Flon Bombers auflief. Der kleingewachsene Mittelstürmer absolvierte in dem zweijährigen Zeitraum 147 Spiele für die Bombers und sammelte dabei 111 Scorerpunkte. Trotz seiner geringen Körpergröße, aber vor allem wegen seiner Qualitäten als Enforcer wurde er schließlich im NHL Amateur Draft 1973 in der achten Runde an 118. Position von den Detroit Red Wings aus der National Hockey League (NHL) ausgewählt.
Zur Spielzeit 1973/74 wechselte der gerade einmal 19-Jährige in die Organisation der Detroit Red Wings, wurde jedoch auf Wunsch des damaligen Franchise-Besitzers Bruce Norris nach England zu den London Lions ausgeliehen. Für das unabhängige Team, das im Verlauf der Saison gegen zahlreiche europäische Spitzenteams antrat, absolvierte Polonich 67 Begegnungen und sammelte dabei 60 Punkte. Daraufhin wurde er zur Saison 1974/75 wieder nach Nordamerika geholt und empfahl sich schließlich über das Farmteam Virginia Wings aus der American Hockey League (AHL) für einen Stammplatz im NHL-Kader Detroits im folgenden Spieljahr. Bei den Red Wings gehörte der Angreifer in den folgenden fünf Jahren zum Stammpersonal und fungierte dabei zwischen Februar 1977 und dem Ende der Spielzeit 1976/77 als Mannschaftskapitän des Teams. Im Verlauf der Saison 1980/81 waren Polonichs Qualitäten als sogenannte Pest nicht mehr sonderlich gefragt und er wurde schließlich in die AHL zu den Adirondack Red Wings abgeschoben.
Bei den Adirondack Red Wings verbrachte der Center den Großteil der folgenden viereinhalb Spielzeiten. In dieser Zeit gewann er im Frühjahr 1981 mit dem Team den Calder Cup der AHL. Für Detroit selbst lief er bis zum Sommer 1985 nur noch elfmal auf. Alle Spiele bestritt er in der Saison 1982/83. Zur Spielzeit 1985/86 verließ Polonich die Organisation der Detroit Red Wings nach insgesamt zwölf Jahren Zugehörigkeit und schloss sich den Muskegon Lumberjacks aus der International Hockey League (IHL) an. Dort ließ der Kanadier seine aktive Spielerlaufbahn ausklingen, gewann mit der Mannschaft im Jahr 1986 den Turner Cup. Im Sommer 1987 beendete er im Alter von 33 Jahren seine Karriere.
Polonich begann daraufhin im Verlauf der Saison 1986/87 als Trainer und General Manager der Yorkton Terriers in der unterklassigen Juniorenliga Saskatchewan Junior Hockey League (SJHL) zu arbeiten. Er betreute das Team sechs Jahre lang, wurde bereits nach seiner ersten Saison als Trainer des Jahres ausgezeichnet und führte es im Jahr 1991 zum Gewinn des Credential Cups. Zur Saison 1992/93 wechselte Polonich zu den Medicine Hat Tigers in die Western Hockey League (WHL), wo er vier Jahre lang als General Manager tätig war. Anschließend arbeitete er zwischen 1996 und 1998 in der gleichen Position bei deren Ligakonkurrenten Prince George Cougars.

### Zivilklage gegen Wilf Paiement
Polonich musste einen Teil der Saison 1978/79 verletzungsbedingt aussetzen, nachdem er von Wilf Paiement, einem Spieler der Colorado Rockies, während eines Spiels Ende Oktober 1978 mit dem Eishockeyschläger absichtlich ins Gesicht geschlagen worden war. Vorausgegangen war ein sogenannter Crosscheck Polonichs mit dem Schläger ins Gesicht Paiements. Während Paiement durch den ungeahndeten Check verletzungsfrei blieb, zog sich Polonich durch den anschließenden Schlag einen Nasenbeinbruch und zahlreiche weitere Gesichtsverletzungen zu. Paiement, der daraufhin mit einer Spieldauerdisziplinarstrafe belegt worden war, wurde im Nachhinein mit einer Sperre von 15 Spielen belegt, die zum damaligen Zeitpunkt die längste, jemals ausgesprochene Sperre der Liga darstellte. Zudem verklagte Polonich Paiment und sein Team, die Colorado Rockies, zivilrechtlich.
Das Verfahren zog sich schließlich über mehrere Jahre hin, ehe Polonich Mitte August 1982 850.000 US-Dollar an Schmerzensgeld zugesprochen wurden. Zu diesem Zeitpunkt war es das erste Mal in der NHL-Geschichte und erst das dritte Mal in der Sportgeschichte überhaupt, dass ein Spieler eine Zivilklage wegen einer in einem Spiel erlittenen Verletzung eingereicht hatte.

## Erfolge und Auszeichnungen
- 1981 Calder-Cup-Gewinn mit den Adirondack Red Wings
- 1986 Turner-Cup-Gewinn mit den Muskegon Lumberjacks
- 1988 SJHL-Trainer des Jahres
- 1991 Credential-Cup-Gewinn mit den Yorkton Terriers (als Cheftrainer und General Manager)

## Karrierestatistik
(Legende zur Spielerstatistik: Sp oder GP = absolvierte Spiele; T oder G = erzielte Tore; V oder A = erzielte Assists; Pkt oder Pts = erzielte Scorerpunkte; SM oder PIM = erhaltene Strafminuten; +/− = Plus/Minus-Bilanz; PP = erzielte Überzahltore; SH = erzielte Unterzahltore; GW = erzielte Siegtore; 1 Play-downs/Relegation; Kursiv: Statistik nicht vollständig)